# محمد سعداوی
محمد سعداوی (به عربی: محمد السعداوي ؛ زادهٔ ۱۱ مهٔ ۱۹۹۵) یک کشتی‌گیر آزاد‌کار اهل تونس است. وی سابقه حضور در المپیک ۲۰۲۰ توکیو را دارد.